# Первомайский (Восточно-Казахстанская область)
Первома́йский (каз. Первомайский) — посёлок в Шемонаихинском районе Восточно-Казахстанской области Казахстана, административный центр Первомайской поселковой администрации. Код КАТО — 636857100.

## География
Село расположено на юго-западе Шемонаихинского района, в 37 километрах к югу от районного центра города Шемонаиха. Ближайшая железнодорожная станция Предгорная (с. Предгорное) — расположена в 18 километрах к востоку (по дороге — 25,4 км). Соседние населённые пункты: Барашки в 2 километрах к югу, Ново-Ильинка в 3 километрах к северу. Транспортное сообщение осуществляется автомобильными дорогами республиканского значения A3 «Алматы — Усть-Каменогорск — Шемонаиха — граница РФ», районного значения KF SH-16 «Первомайский — Барашки» (3,0 км) и KF SH-15 «Подъезд к селу Ново-Ильинка» (5,1 км). Высота центра населённого пункта — 320 метров над уровнем моря.

## История
Посёлок был основан в 1957 году в связи со строительством Ирты́шского хи́мико-металлурги́ческого заво́да (ИХМЗ).
По состоянию на 1989 год — административный центр Первомайского поссовета (посёлок Первомайский, станция Фестивальная):80.
Согласно решению XIX сессии Восточно-Казахстанского областного маслихата от 29 декабря 1998 года № 19/10 «О внесении изменений в административно-территориальное устройство некоторых городов и районов Восточно-Казахстанской области» — Барашевский сельский округ был упразднён, населённые пункты упразднённого сельского округа вошли в состав Первомайского сельского округа.

## Современное состояние
На территории посёлка до 1997 года функционировал Иртышский химико-металлургический завод, осуществлявший переработку редкоземельного и уран-торийсодержащего сырья. В 2018 году российская компания-инвестор ООО «Динатрон» выкупила находящийся на консервации завод за 400 миллионов тенге. Однако, несмотря на приход российских инвесторов, завод таки не заработал. На улице Металлургов располагается КГУ "Первомайский комплекс «Общеобразовательная средняя школа-детский сад имени Д. М. Карбышева».

## Население
| Численность населения | Численность населения | Численность населения | Численность населения | Численность населения | Численность населения |
| 1979                  | 1989                  | 1999                  | 2004                  | 2009                  | 2021                  |
| --------------------- | --------------------- | --------------------- | --------------------- | --------------------- | --------------------- |
| 10 489                | ↗12 402               | ↘7693                 | ↘6100                 | ↘4597                 | ↘3849                 |